# Roberto Cereceda
Roberto Cereceda (* 10. Oktober 1984 in Santiago de Chile) ist ein chilenischer Fußballspieler. Der Abwehrspieler ist chilenischer Nationalspieler.

## Karriere
Cereceda begann seine Karriere bei Audax Italiano in der Primera División. Mit dem Klub nahm er an der Copa Libertadores 2007 teil. Im Sommer wechselte er zum CSD Colo-Colo, mit dem er dreimal Chilenischer Meister wurde, indem jeweils die Clausura 2007, 2008 und 2009 gewonnen wurde. 
2010 gab er bei einem Spiel der Copa Sudamericana einen positiven Dopingtest ab und wurde für sechs Monate gesperrt.
2011 spielte er bei Universidad Católica und gewann mit dem Klub die Copa Chile. Danach ging er zu Universidad de Chile. Mit La U wurde er chilenischer Meister der Apertura 2012. Im selben Jahr unterlag der Verein in den Finalspielen der Recopa Sudamericana gegen den FC Santos. 2013 konnte die Copa Chile gewonnen werden. 2014 wechselte er zum Figueirense FC nach Brasilien, zunächst auf Leihbasis, später nahm ihn der Klub fest unter Vertrag. Anfang 2016 kehrte er nach Chile zurück und schloss sich Unión La Calera an. Mit der Mannschaft musste er am Ende der Saison 2015/16 absteigen. Er verließ den Verein und wechselte zu CD Palestino. Dort spielte er bis Ende 2017, ehe er bei CD O’Higgins anheuerte. Nach drei Jahren wechselte der Verteidiger zu Audax Italiano, wo er seine Karriere begonnen hatte. Im Januar 2024 unterzeichnete Cereceda einen Vertrag bei San Antonio Unido aus der Segunda División.
Cereceda wurde zwischen 2006 und 2010 insgesamt 32-mal in die chilenische Nationalmannschaft berufen.

## Erfolge
Colo-Colo
- Chilenischer Meister (3): 2007-C, 2008-C, 2009-C

Universidad Católica
- Sieger der Copa Chile: 2011